# Andrychewicz
Andrychewicz (Andrychiewicz, Róża Czerwona) – polski herb szlachecki, z nobilitacji.

## Blazonowanie
W polu zielonym róża czerwona o środku złotym i listkach zielonych. Klejnot: Samo godło. Labry: Zielone, podbite czerwonym.

## Najwcześniejsze wzmianki
Nadany Franciszkowi Andrychiewiczowi na sejmie w roku 1782.

## Herbowni
Andrychewicz – Andrychiewicz.